# Jens Langhorn
 Der er for få eller ingen kildehenvisninger i denne artikel, hvilket er et problem. Du kan hjælpe ved at angive troværdige kilder til de påstande, som fremføres i artiklen.

Jens Langhorn er en dansk trommeslager, der spillede i Kim Larsen & Kjukken. Han blev en del af gruppen i 2015. Jens Langhorn har også spillet i Fielfraz.